# Jaco Pastorius/Diskografie

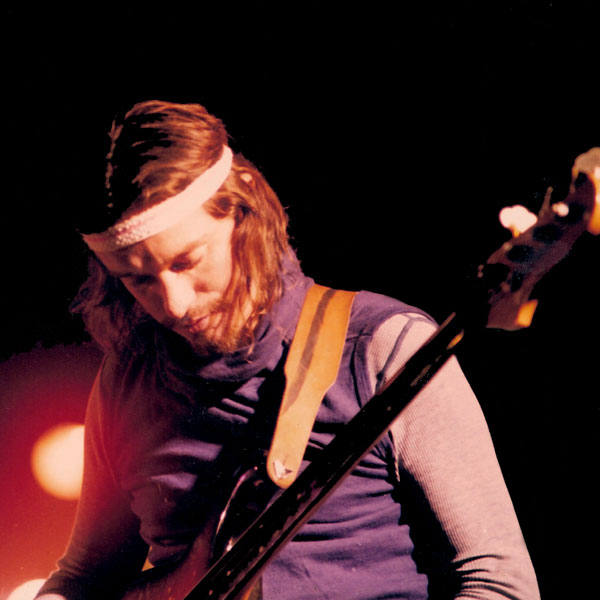
Jaco Pastorius auf einem Konzert in Neapel (1986)

Diese Diskografie ist eine Übersicht über die veröffentlichten Tonträger von Jaco Pastorius. 

## Soloalben
| Album                                                                          | Jahr | Anmerkungen |
| ------------------------------------------------------------------------------ | ---- | --- |
| Jaco Pastorius                                                                 | 1976 | Das Debüt-Soloalbum von Pastorius enthält die Coverversion von Charlie Parkers Donna Lee. Es wurde für zwei Grammys nominiert.        |
| Live At Berliner Jazztage                                                      | 1979 | Solokonzert im November 1979 auf den Berliner Jazztagen                                                                               |
| Word of Mouth                                                                  | 1981 | Word of Mouth ist eine Big Band, die von Pastorius ins Leben gerufen wurde. Mit dieser nahm er die sieben Titel für dieses Album auf. |
| Birthday Concert (Live)                                                        | 1981 | Aufgenommen bei Mr. Pip’s in Fort Lauderdale am 30. Geburtstag von Jaco Pastorius.                                                    |
| Invitation (Live)                                                              | 1983 | Das Album wurde während der Tour mit der Big Band Word of Mouth in Japan aufgenommen.                                                 |
| Live in Italy (Live)                                                           | 1986 | Konzert im März 1986 mit Gitarrist Bireli Lagrene und Schlagzeuger Tomas Böröcz.                                                      |
| Honestly (Live)                                                                | 1986 | 1995 erschienene Kompilation von Bass-Soli aus der Tour 1986 mit Bireli Lagrene.                                                      |
| Truth, Liberty & Soul Live in New York: The Complete NPR Jazz Alive! Recording | 2017 | Edition von Resonance Records |

## Studioarbeit und Gastauftritte
| Album                        | Künstler                                                | Jahr | Anmerkungen |
| ---------------------------- | ------------------------------------------------------- | ---- | --- |
| Jaco                         | Paul Bley – Pat Metheny – Jaco Pastorius – Bruce Ditmas | 1974 | Das erste Studioalbum, bei dem Jaco Pastorius mitwirkte.                                                         |
| Bright Size Life             | Pat Metheny                                             | 1975 | Das Debütalbum von Pat Metheny                                                                                   |
| All American Alien Boy       | Ian Hunter                                              | 1976 | Bass bei sieben der acht Titel, Gitarre beim achten Titel God [Take 1]                                           |
| Hejira                       | Joni Mitchell                                           | 1976 | Pastorius ist auf vier Liedern des Albums zu hören. Er begleitete Joni Mitchell auch bei der nachfolgenden Tour. |
| Land of the Midnight Sun     | Al Di Meola                                             | 1976 | Auf dem Stück „Suite Golden Dawn“                                                                                |
| Trilogue – Live!             | Albert Mangelsdorff – Jaco Pastorius – Alphonse Mouzon  | 1977 | Konzertmitschnitt vom 6. November 1976 in der Berliner Philharmonie                                              |
| Sunlight                     | Herbie Hancock                                          | 1977 | auf dem Stück „Good Question“                                                                                    |
| Don Juan’s Reckless Daughter | Joni Mitchell                                           | 1977 | Bass und Percussion                                                                                              |
| Michel Colombier             | Michel Colombier                                        | 1979 | Bass bei sieben der elf Titel                                                                                    |
| Trio of Doom                 | John McLaughlin – Jaco Pastorius – Tony Williams        | 1979 | teils im Studio, teils live in Kuba eingespielt, erst 2007 veröffentlicht                                        |
| Mingus                       | Joni Mitchell                                           | 1979 | |
| Shadows and Light            | Joni Mitchell                                           | 1979 | Das Konzert wurde im September 1979 im Santa Barbara County Bowl aufgenommen.                                    |
| Mr. Hands                    | Herbie Hancock                                          | 1980 | auf dem Stück „4 AM“                                                                                             |
| Upside Downside              | Mike Stern                                              | 1986 | auf dem Stück „Mood Swings“                                                                                      |
| Mo’ Wasabi                   | Randy Bernsen                                           | 1986 | auf den Stücken „Swing Thing“ und „California“                                                                   |
| Stuttgart Aria               | Biréli Lagrène & Jaco Pastorius                         | 1986 | mit Vladislav Sendecki, Jan Jankeje                                                                              |

## Mit Weather Report
| Album                | Jahr | Anmerkungen |
| -------------------- | ---- | --- |
| Black Market         | 1976 | Pastorius ist auf Cannon Ball und auf seiner Komposition Barbary Coast zu hören. |
| Heavy Weather        | 1977 | Zwei Titel von Pastorius: Havona und Teen Town (hier spielt er auch Schlagzeug). Das Album wurde für einen Grammy nominiert.                                                        |
| Mr. Gone             | 1978 | Zwei Titel von Pastorius: River People und Punk Jazz |
| 8:30 (Live)          | 1979 | Enthält das Bass-Solo Slang. Auf der Studio-Seite spielt Pastorius auf den Titeln 8:30 und Brown Street Schlagzeug.                                                                 |
| Night Passage (Live) | 1980 | Das Album wurde während vier Shows in zwei Nächten im Complex in Los Angeles aufgenommen. Three Views of a Secret von Pastorius.                                                    |
| Weather Report       | 1982 | 1981 aufgenommen, war es als finales Album der Band gedacht. Pastorius wird als Komponist nur beim Schlusstitel Dara Factor Two gemeinsam mit den vier anderen Mitgliedern genannt. |